# Gerhard Wöllstein
Gerhard Wöllstein (* 1963 in Kirn) ist ein deutscher Pianist, Dozent und Chorleiter.

## Leben
Wöllstein studierte Klavier bei Gerhard Nieß am Peter-Cornelius-Konservatorium in Mainz.
Er ergänzte seine Ausbildung bei  Vitaly Margulis in Freiburg und bei Karl-Heinz Kämmerling in Hannover.
Wöllstein gibt Klavierabende, Konzerte mit Orchester (z. B. Staatsphilharmonie Rheinland-Pfalz, Landes-Sinfonieorchester Thüringen, Mainzer Kammerorchester) und Kammermusikabende.
Zusammenarbeit mit namhaften Gesangssolisten wie z. B. Eva Lind, Peter Edelmann und Volker Bengl.
Gemeinsam mit seiner Ehefrau Yuki Nagatsuka spielt er im Klavierduo.
Seit 1987 ist er Dozent im Fach Klavier am Peter-Cornelius-Konservatorium in Mainz.
Neben seiner Tätigkeit als Pianist leitet Wöllstein seit seinem 20. Lebensjahr verschiedene Chöre, wobei er sich schwerpunktmäßig der Gattung Männerchor widmet.
Gerhard Wöllstein ist durch Fernseh-, Rundfunk- und CD-Aufnahmen bekannt und erhielt verschiedene Preise und Auszeichnungen:
- Förderpreis der Stadt Kaiserslautern 1988
- Förderpreis des Kulturfonds Mainzer Wirtschaft e.V. 1990
- 1. Preis Internat. Klavierwettbewerb Kirchberg 1992
- Kulturpreis der Stadt Bad Sobernheim 1997

## CDs
- Gerhard Wöllstein: Klaviermusik der Romantik (Melisma)
- Klavierduo Nagatsuka/Wöllstein: Vierhändige Klaviermusik von Mozart bis Poulenc (Pamafon)
- Klavierduo Nagatsuka/Wöllstein: Werke für zwei Klaviere von Brahms, Bruch, Ravel u. a. (Pamafon)